# 陈生弟
陈生弟（1955年9月—），男，江苏人，中国神经病学家。现任上海交通大学医学院附属瑞金医院党委副书记、神经内科主任、神经病学教研室主任。